# Quintana Roo (gemeente)
Quintana Roo is een kleine gemeente in de deelstaat Yucatán in Mexico, niet te verwarren met de deelstaat Quintana Roo dat ook op het schiereiland ligt dat eveneens aangeduid wordt met Yucatán. Hoofdplaats is het dorpje Quintana.
Het is een heel kleine gemeente tussen de plaatsen Dzitás en Tuncás, nabij Chichen Itza. De gemeente is genoemd naar Andrés Quintana Roo.
- Library of Congress Control Number: n81033956
- Virtual International Authority File: 147753784